# Parachutes
Parachutes is het debuutalbum van de Britse rockband Coldplay.

## Geschiedenis
Het album kwam uit op 10 juli 2000. Het album kwam binnen op nummer 1 in de Britse hitcharts en bleef in de top tien voor 33 weken. Van het album zijn vier singles gekomen: "Shiver", "Yellow", "Trouble" en "Don't Panic". "Don't Panic" is niet in het Verenigd Koninkrijk uitgekomen. In de V.S. is het album 51ste geworden in de Billboard 200.
De meerderheid van het album is opgenomen in Liverpool bij de Parr Street Studios. Coldplay heeft er negen weken opgenomen, met tussendoor nog 2 mini-tours. Het nummer "High Speed" is opgenomen met interim producer Chris Allison in de zomer van 1999 bij Orinoco Studios te Londen.
Op de cover van het album staat een globe. De foto is door de band zelf gemaakt met een Kodak wegwerpcamera. De globe is gekocht van W H Smith voor £10. De globe was te zien in de video's van "Shiver" en "Don't Panic". Ook reisde de globe met hen mee tijdens hun tours.

## Nummers
1. "Don't panic" - 2:19
2. "Shiver" - 4:59
3. "Spies" - 5:18
4. "Sparks" - 3:47
5. "Yellow" - 4:29
6. "Trouble" - 4:30
7. "Parachutes" - 0:46
8. "High Speed" - 4:14
9. "We Never Change" - 4:09
10. "Everything's Not Lost" - 7:14

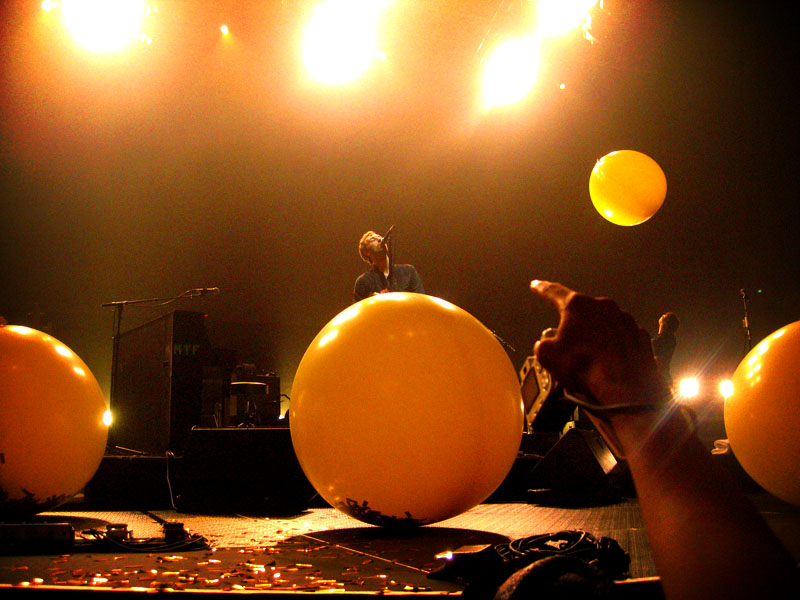
Coldplay speelt het nummer Yellow

Na "Everything's Not Lost" komt nog "Life Is for Living" - 2:20
- De Japanse versie van Parachutes bevat nog 2 bonustracks:

"Careful Where You Stand"

"For You"

## Details
Het album is uitgekomen in verschillende landen.
| Land                | Datum             | Label                     | Formaat             | Catalogus        |
| ------------------- | ----------------- | ------------------------- | ------------------- | ---------------- |
| Verenigd Koninkrijk | 10 juli 2000      | Parlophone                | cd                  | 7241 5 27783 2 4 |
| Verenigd Koninkrijk | 10 Juli 2000      | Parlophone                | 12" limited edition | 7243 5277831     |
| Europese Unie       | 10 Juli 2000      | Parlophone                | cd                  | 7243 5277832     |
| Australië           | 2 augustus 2000   | EMI                       | cd                  | 5277832          |
| Japan               | 9 augustus 2000   | Toshiba-EMI               | cd                  | TOCP 65472       |
| Canada              | 19 september 2000 | Parlophone                | cd                  | 7241 5 27783 2 4 |
| Verenigde Staten    | 7 november 2000   | Capitol Records, Nettwerk | cd                  | 0 6700 30162 2 3 |
| Verenigde Staten    | 7 November 2000   | Capitol Records, Nettwerk | Compact cassette    | 0 6700 30162     |
| China/Taiwan        | 2000              | EMI                       | cd                  | 7243 52778324    |

## Prijzen en nominaties

### Prijzen
2001 Brit Awards - Beste Britse Album
2001 NME Awards - Beste Single (Yellow)
2002 Grammy Awards - Beste Alternatieve Muziek Album

### Nominaties
2000 Mercury Music Prize